# Priorado de Great Yarmouth

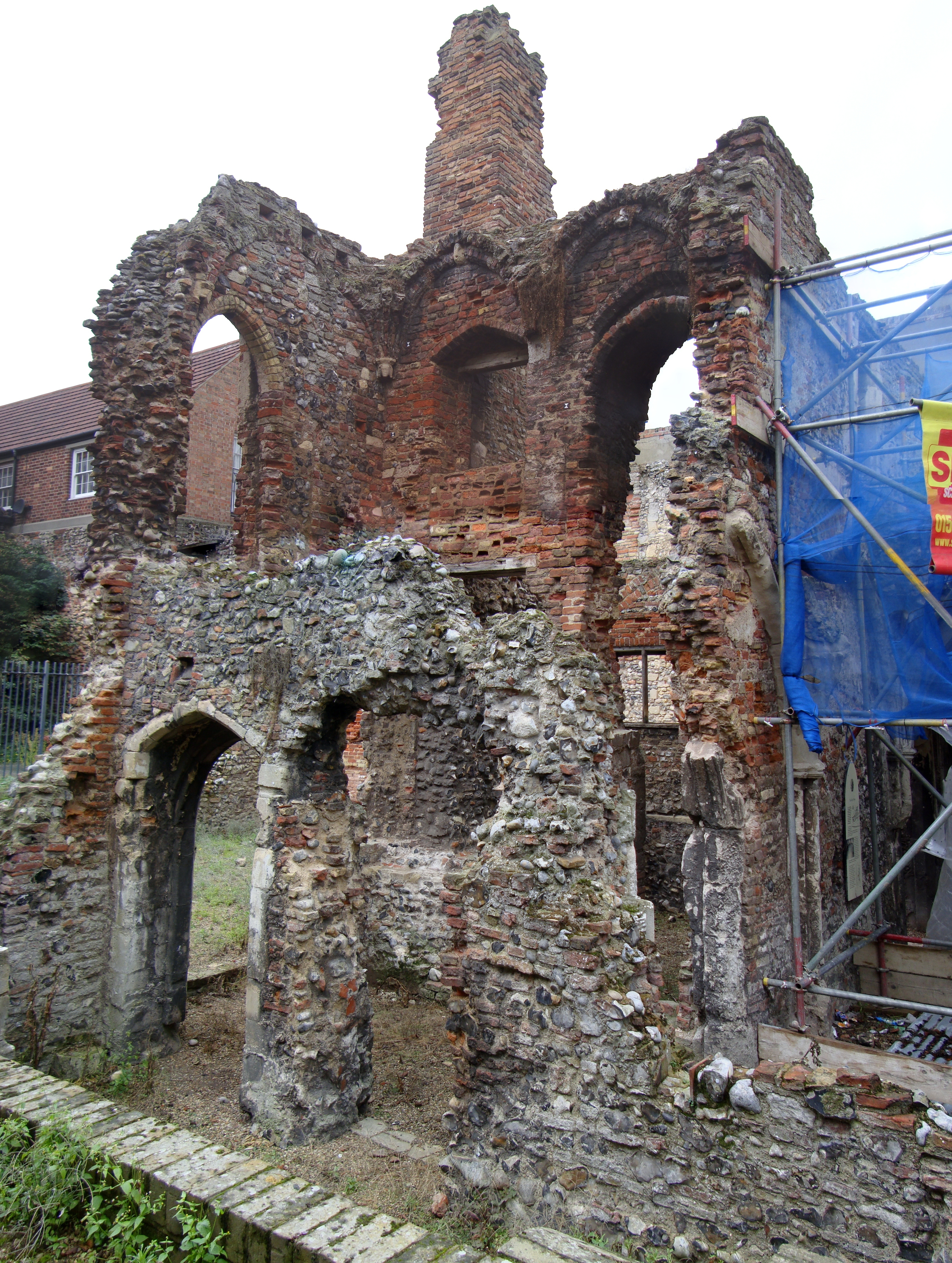
O que resta do priorado em Great Yarmouth

O Priorado de Great Yarmouth foi uma casa monástica franciscana em Great Yarmouth, Norfolk, Inglaterra, que estava sob a custódia de Cambridge.
O mosteiro foi fundado por volta de 1226 por Sir William Garbridge, ampliado em 1285 e 1290 e dissolvido em 1538 como parte da Dissolução dos Mosteiros sob o rei Henrique VIII. Os vestígios do claustro foram abertos no final do século XIX, com outros vestígios restaurados em 1945 e posteriormente.
As ruínas, compreendendo a faixa oeste dos claustros e fragmentos da parede sul da igreja, são listadas como Grau I.